# イワヴァ
イワヴァ（Iława (ポーランド語: [iˈwava] ( 音声ファイル))）は、ポーランド、ヴァルミア・マズールィ県イワヴァ郡にある町。ドイツ語名はドイチュ・アイラウ（ドイツ語: Deutsch Eylau [dɔʏtʃ ˈʔaɪlaʊ] ( 音声ファイル)）。人口32,276人（2010年）。

## 歴史
この都市は1305年に東プロイセン内に建てられた。この都市はイワヴァ川沿いにあり、イェジョラク (Jeziorak) 湖とイワフスキエ (Iławskie)湖に挟まれているため、休暇を過ごす場所として人気が高い。
1457年、イワヴァはカジミェシュ4世の支配下に置かれることになる。

## その他
ナポレオン戦争で行なわれたアイラウの戦いの舞台は、この都市ではなく現ロシア領のバグラティオノフスクである。

## 姉妹都市
- ガルグジュダイ（リトアニア語版）、リトアニア
- ヘルボルン、ドイツ
- トレーン、オランダ

## ギャラリー

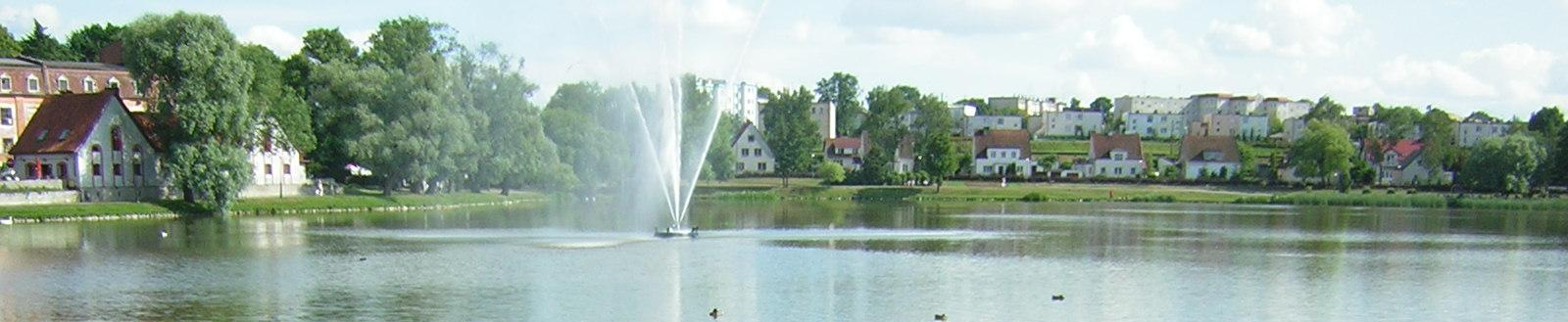
イェジョラク湖

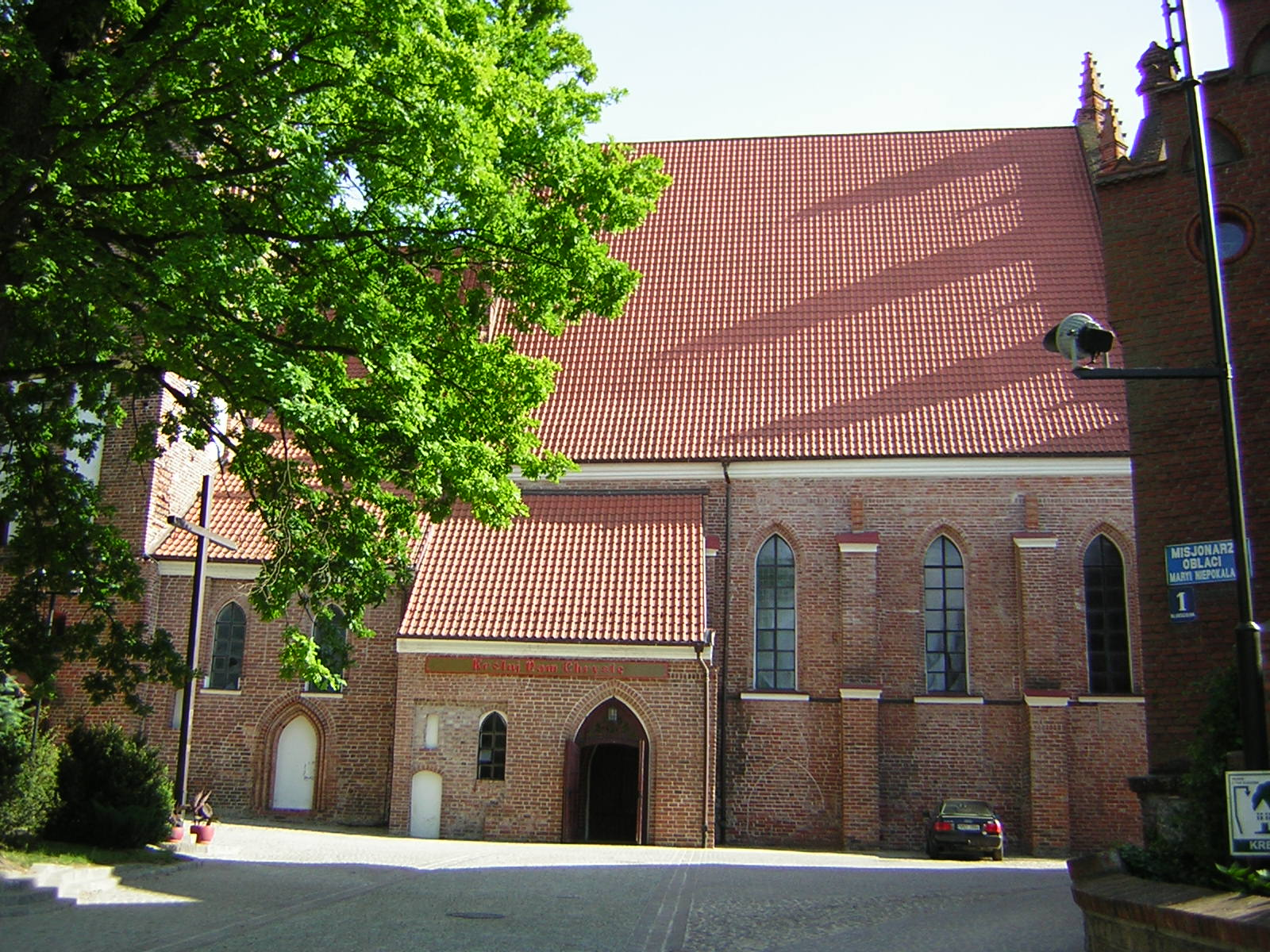
教会
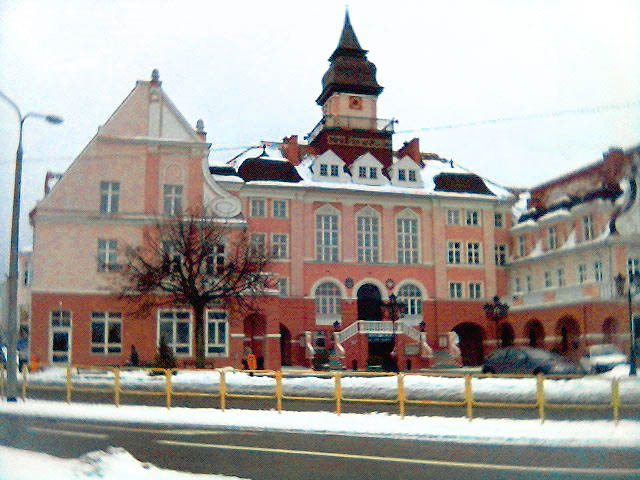
シティ・ホール
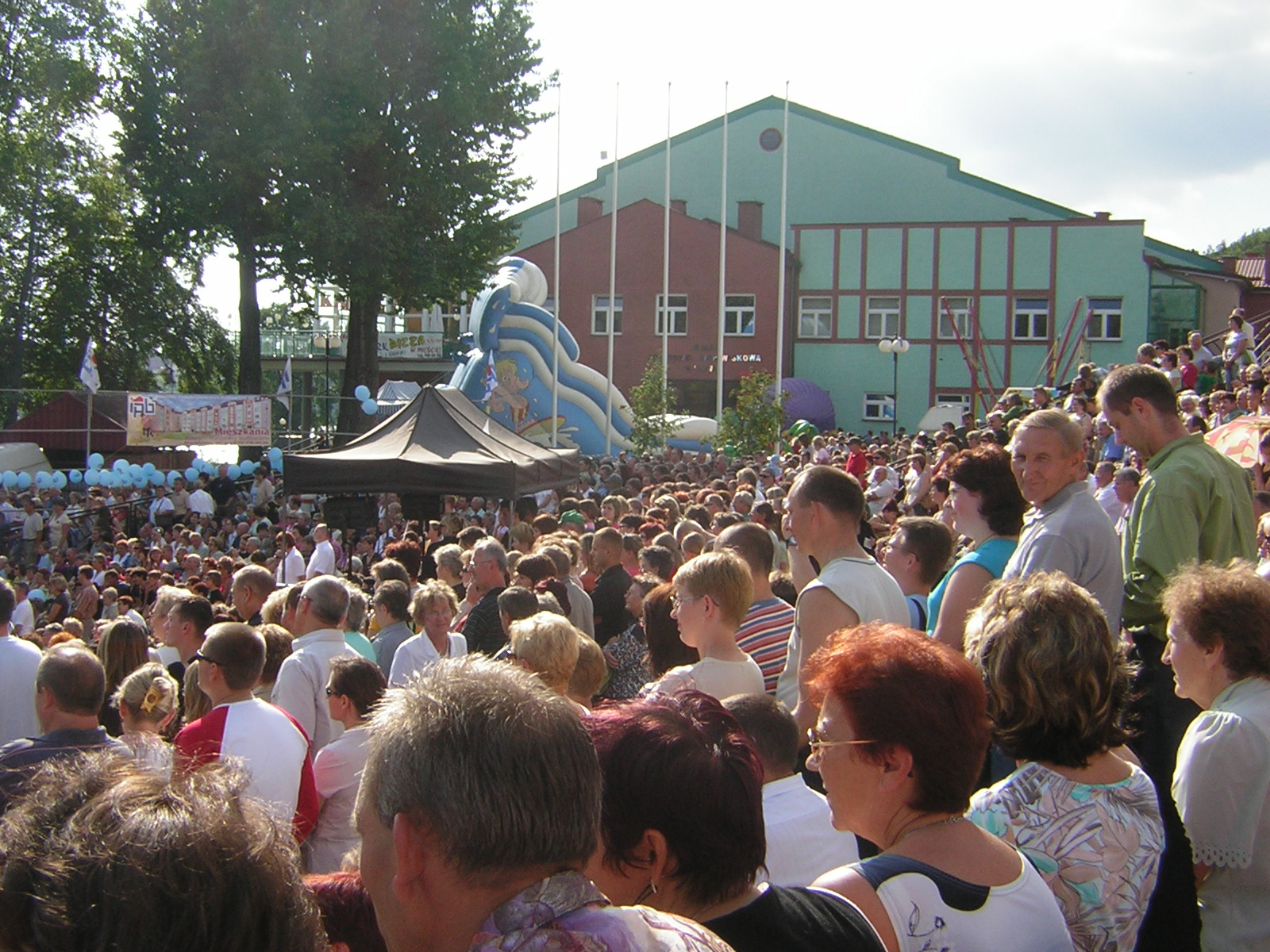
ジャズ・フェスティバル